# Trigonoscelus
Trigonoscelus är ett släkte av skalbaggar. Trigonoscelus ingår i familjen Aphodiidae.
Kladogram enligt Catalogue of Life:
| Trigonoscelus | \| \| Trigonoscelus afghanus \| \| \| \| \| \| Trigonoscelus coelebs \| \| \| \| \| \| Trigonoscelus elbursensis \| \| \| \| \| \| Trigonoscelus narayaniensis \| \| \| \| |
|               | \| \| Trigonoscelus afghanus \| \| \| \| \| \| Trigonoscelus coelebs \| \| \| \| \| \| Trigonoscelus elbursensis \| \| \| \| \| \| Trigonoscelus narayaniensis \| \| \| \| |
|               | Trigonoscelus afghanus |
|               | |
|               | Trigonoscelus coelebs |
|               | |
|               | Trigonoscelus elbursensis |
|               | |
|               | Trigonoscelus narayaniensis |
|               | |